# アネモネ (シンガーソングライター)
アネモネ（anemone、1975年10月9日 - ）は、愛知県名古屋市出身のシンガーソングライターである。ユニバーサルJよりデビュー。アルバム「クラシックス.」発売後に再びインディーズで活動。

## ディスコグラフィー

### シングル
1. 恋人RMX（2003年2月5日） ミュージックマイン
  1. Es Ver.
  2. Winter Mix
  3. 花も嵐も
  4. Blue Smoke Mix
  5. 耳を澄ます
  6. Es Ver. Radio Edit
2. 浸透（2003年7月23日） オリコン199位
  1. 浸透 [4:36] （作詞・作曲：アネモネ／編曲：三代堅）
    - TBS系『COUNT DOWN TV』2003年7月度エンディングテーマ

  2. 風にしなる [4:20] （作詞・作曲：アネモネ／編曲：三代堅）
  3. そばにいるから [4:21] （作詞・作曲：アネモネ／編曲：三代堅）
3. 愛のままに (夕焼けmix) （2003年10月15日）
  1. 愛のままに (夕焼けmix) [5:34] （作詞・作曲・編曲：アネモネ）
  2. 恋人 (remixed by アネモネ) [4:09] （作詞・作曲・編曲：アネモネ）
  3. ギフト [3:44] （作詞・作曲・編曲：アネモネ）
  4. (エンハンスド) 「愛のままに」「恋人 (es.ver)」

### アルバム
1. プライマリー・ポートレイト（2002年9月26日） ミュージックマイン
  1. 青い光
  2. 愛のままに
  3. いつだって
  4. 白い力
  5. センシュアル
  6. 呼吸
  7. 恋人
  8. 愛のままに (Radio Edit)
2. クラシックス.（2003年11月5日）
  1. ヴァイブス [0:34] （作曲・編曲：アネモネ）
  2. 八月のオレンジ [4:26] （作詞・作曲・編曲：アネモネ）
  3. サナトリウム [4:28] （作詞・作曲・編曲：アネモネ）
  4. 夏は夕暮 [4:26] （作詞・作曲・編曲：アネモネ）
  5. 風にしなる [4:19] （作詞・作曲・編曲：アネモネ）
  6. よあけ [3:19] （作詞・作曲・編曲：アネモネ）
  7. 愛のままに (夕焼けmix) [5:58] （作詞・作曲・編曲：アネモネ）
  8. ブランケット [3:13] （作曲・編曲：アネモネ）
  9. 心の傍に [4:03] （作詞・作曲・編曲：アネモネ）
  10. 浸透 [4:33] （作詞・作曲・編曲：アネモネ）
  11. 波紋 [0:22] （作曲・編曲：アネモネ）
  12. ここにきて [3:56] （作詞・作曲・編曲：アネモネ）
  13. 微熱 [3:19] （作曲・編曲：アネモネ）
  14. クラシックス. [4:06] （作詞・作曲・編曲：アネモネ）
3. BRESSIMO（2005年8月3日）
  1. 第三の道 [7:29]
  2. カナリア [5:12]
  3. 箱舟の部屋 [6:19]
  4. あるく [5:45]
  5. 惑星日誌 [3:57]
  6. 空の輪郭 [4:31]
  7. 潮騒 [5:26]

## 出演
- 2003年10月14日：テレビ朝日系『Mの黙示録』